# Accordi iracheno-sovietici
Gli accordi iracheno-sovietici rappresentarono un'importante novità politica ed economica per la Repubblica d'Iraq, nata con il colpo di Stato militare del 14 luglio del 1958 del Generale ʿAbd al-Karīm Qāsim (Kassem nei media occidentali) e la cruenta fine della dinastia hascemita.

## Relazioni diplomatiche tra Iraq e URSS
Regolari relazioni diplomatiche tra Unione Sovietica e Iraq ebbero inizio solo il 16 maggio 1941, nel quadro della fase più difficile per Mosca della Seconda guerra mondiale e della sua alleanza con le Potenze alleate a seguito dell'Operazione Barbarossa scatenata contro Mosca dal Terzo Reich.
In piena Guerra fredda, a causa della politica filo-occidentale imposta dalla Gran Bretagna al governo di Baghdad, i rapporti diplomatici tra URSS e Iraq furono però rotti il 3 gennaio del 1955, per essere riallacciati solo il 18-19 luglio del 1958.

## Primi accordi
L'11 ottobre di quell'anno furono sottoscritti gli accordi bilaterali riguardanti il commercio e la cooperazione tecnica ed economica, accompagnati il 16 marzo del 1959 da un prestito a lungo termine in favore dell'Iraq, cui seguirono il 5 maggio dello stesso anno un accordo sulla cooperazione culturale e sulla cooperazione sull'uso pacifico dell'energia nucleare (17 agosto 1959).

## Ulteriori accordi bilaterali
Un ulteriore accordo fu firmato il 18 agosto del 1960 circa la cooperazione economica e tecnica, con un secondo credito a lungo termine accordato dall'Unione Sovietica, e il 19 dicembre 1962 sul trasporto aereo (protocolli del 5 maggio 1966 e del 2 novembre 1967), cui seguirono il 17 gennaio 1969 gli accordi sull'industria della pesca e, il 23 giugno 1969, sulla cooperazione nelle trasmissioni radiofoniche e televisive.
Inoltre, accanto ad accordi di cooperazione economica e tecnica nel settore estrattivo petrolifero, chiosati dalla concessione di un terzo credito sovietico a lungo termine (4 luglio 1969) e sull'istituzione di un comitato permanente sulla cooperazione economica e tecnica (8 marzo 1970). 
Un nuovo accordo sul medesimo argomento fu firmato l'8 aprile 1971, in base al quale l'URSS garantiva aiuto all'Iraq per la costruzione di una raffineria, di due centrali idroelettriche, di un impianto per l'arricchimento dei fosfati e di uno dedicato ai superfosfati, di un oleodotto petrolchimico e del canale Lago Tharthar-Eufrate. 

Infine fu raggiunto un accordo di cooperazione per lo sviluppo dei giacimenti di Rumayla nord (protocollo del 23 giugno 1971).

## Accordi di amicizia e cooperazione
Un trattato di amicizia e cooperazione del 9 aprile 1972 fu ispirato dalla volontà di conservare e rinforzare il quadro di sviluppo sociale ed economico tra i due popoli e ad esso fece seguito un accordo di reciproco aiuto legale economico e tecnico (22 giugno 1973), che assicurava all'Iraq la costruzione di centrali termoelettriche e un cementificio (3 novembre 1973). 
Il 15 aprile 1975 fu formato infine un accordo di cooperazione scientifica e tecnica per quanto riguardava l'impiego pacifico dell'energia nucleare, e uno consolare.